# Allen Kent
Allen Kent (24 de octubre de 1921 - 1 de mayo de 2014) fue un documentalista, editor e informatólogo estadounidense. Implementó diverdas técnicas documentales automatizadas y fue autor de numerosas obras de texto y consulta en Información y Documentación Científica.

## Biografía
Nació en Harlem, barrio populoso de Nueva York (Estados Unidos). Estudió química en la Universidad de la Ciudad de Nueva York y fue soldado durante la Segunda Guerra Mundial. Cuando terminó el conflicto, empezó a trabajar en el desarrollo e implementación de diversas técnicas documentales. 
Su primer proyecto importante fue elaborar un sistema de clasificación para el MIT, en el cual fuese posible recuperar mecánicamente y a través de palabras clave, un documento dentro de una ingente cantidad de información. En el Battelle Memorial Institute ocupó el puesto de Principal Ingeniero de Documentación.
Pronto dio el paso hacia el mundo académico. En 1955, junto a James Perry, impartió un curso titulado Machine Literature Searching, en la Universidad Case Western Reserve, en donde fue profesor de Biblioteconomía, centro en donde sería director del laboratorio de investigaciones en Documentación y Comunicación. Allí participó en la creación del primer sistema automatizado de recuperación de información, utilizando al principio fichas perforadas para pasar después al carrete.
En 1963 se incorpora a la Universidad de Pittsburgh en donde crea y dirige otro centro de investigación documental, creando en 1970 un departamento de ciencia de la información. Kent permanecería en este centro hasta su jubilación en 1989.
Fue asesor de la Casa Blanca para el desarrollo de un gran banco de datos en línea. También fue miembro de numerosas organizaciones como la American Library Association o la American Society for Information Science and Technology.

## Obra académica. Premios
Allen Kent escribió el primer libro de texto en ciencia de la información titulado Mechanized Information Retrieval (Recuperación de información automatizada). También escribió y editó la Encyclopedia of Library and Information Science, la Encyclopedia of Computer Science and Technology o The Encyclopedia of Microcomputers.
Recibió el Premio ASIST al Mérito Académico en 1977, y dos años después, su obra The Structure and Governance of Library Networks escrita en coautoría con Thomas Galvin ganó el Premio al Mejor Libro en Información y Documentación.